# Rikkajärvi
Rikkajärvi är en sjö i Finland. Den ligger i kommunerna Pihtipudas och Keitele i landskapen Mellersta Finland och Norra Savolax, i den centrala delen av landet, 400 km norr om huvudstaden Helsingfors. Rikkajärvi ligger 162,1 meter över havet. Den är 11 meter djup. Arean är 47,2 hektar och strandlinjen är 3,38 kilometer lång. Sjön  ingår i Kymmene älvs huvudavrinningsområde.   I omgivningarna runt Rikkajärvi växer i huvudsak blandskog. Den sträcker sig 1,2 kilometer i nord-sydlig riktning, och 1,0 kilometer i öst-västlig riktning.